# Consejo asesor científico sobre cambio climático

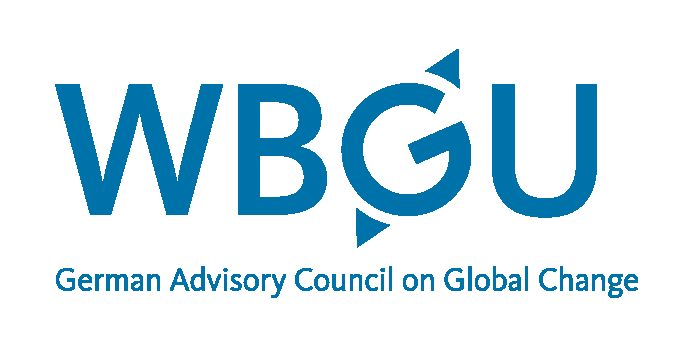
Logotipo de WBGU

El Consejo Consultivo Científico para el Cambio Global (WBGU, siglas en alemán de Wissenschaftlicher Beirat der Bundesregierung Globale Umweltveränderungen) es un organismo de asesoramiento científico del Gobierno federal de Alemania creado en 1992 en el marco de la Conferencia de las Naciones Unidas sobre el Medio Ambiente y el Desarrollo, CNUMAD, en la Cumbre de la Tierra de Río de Janeiro por el Gobierno Federal Alemán como un organismo de asesoramiento científico sobre los cambios globales, el cambio climático y el calentamiento del planeta.

## Funciones del WBGU
La tarea principal del WGBU, organismo de carácter interdisciplinario, es evaluar la información científica de todos los ámbitos sobre cambios globales y climáticos para establecer recomendaciones políticas para la acción e investigación del denominado Desarrollo Sostenible. El WBGU también incluye el establecimiento de relaciones públicas que le permitan recabar y difundir la información necesaria.

## Informes del WBGU

### Primeros informes
Después de 4 años de trabajo el WBGU eleva un al gobierno federal alemán con dos recomendaciones principales dirigidos a la acción y la investigación sobre los problemas ambientales globales y el desarrollo. 

### 2006
En el año 2006 el WBGU publicó un informe especial sobre el futuro de los océanos.

### 2007
Los informes especiales y documentos sobre directrices políticas del WBGU tuvieron gran influencia en la Conferencia sobre cambio climático internacional así como en la doble presidencia de Alemania en la Unión Europea y G-8 durante el año 2007.
El informe general de 2007 del WBGU se centró en las implicaciones de seguridad de la calentamiento global y el cambio climático, la conexión entre pobreza y medio ambiente, así como la revolución global de la energía.

### 2008
En el año 2008 el informe general del WGBU trató sobre la relación entre la bioenergía y uso sostenible del suelo.

### 2009
En 2009 el informe especial trató las políticas internacionales sobre el clima.

### 2010
En 2010, el informe del WBGU fue sobre el futuro de la política climática internacional.

## Miembros del Consejo
El WBGU está actualmente en su sexto período de mandatos. El anterior período comenzó el 1 de noviembre de 2008 y finalizó el 31 de octubre de 2012. Los miembros del Consejo eran:
- Hans Joachim Schellnhuber CBE (Presidente), Director del Instituto de Potsdam para la Investigación del Impacto Climático, el profesor externo en el Instituto Santa Fe y Presidente del Consejo de Administración del Clima-CCI del Instituto Europeo de Innovación y Tecnología
- Dirk Messner (Vicepresidente), Director del Instituto de Desarrollo Alemán gGmbH, Bonn
- Claus Leggewie, director del Instituto de Essen, Escuela de Investigación de la Universidad Alianza Metrópolis Ruhr
- Reinhold Leinfelder, Instituto de Biología de la Universidad Humboldt de Berlín
- Nebojsa Nakicenovic, Profesor de Economía de la Energía de la Universidad Técnica de Viena y el Instituto Internacional para el Análisis de Sistemas Aplicados, Laxenburg
- Stefan Rahmstorf, profesor de Física de los Océanos, Universidad de Potsdam y director del Sistema Climático del Departamento de Instituto Potsdam para la Investigación del Impacto Climático
- Sabine escoria, Profesor de Derecho Público con énfasis en alemán, europeo e internacional de Derecho Ambiental, Derecho Administrativo, Universidad de Bremen
- Jürgen Schmid, responsable de la  Instituto Fraunhofer para Sistemas de Energía Eólica y Energía Ingeniería (IWES)
- Renate Schubert, profesor de economía y director del Instituto de decisiones sobre medio ambiente, Instituto Federal Suizo de Tecnología de Zúrich

## Enlaces
- German Advisory Council on Global Change (WBGU)
- Wissenschaftlicher Beirat der Bundesregierung Globale Umweltveränderungen, en WBGU.de

- Datos: Q895813